# Station Nivå
Station Nivå is een treinstation in het dorp Nivå in de Deense gemeente  Fredensborg. Het station  aan Kystbanen werd geopend in 1897. Het gebouw is een ontwerp van de architect Heinrich Wenck.